# Bouturage
Ne doit pas être confondu avec marcottage.

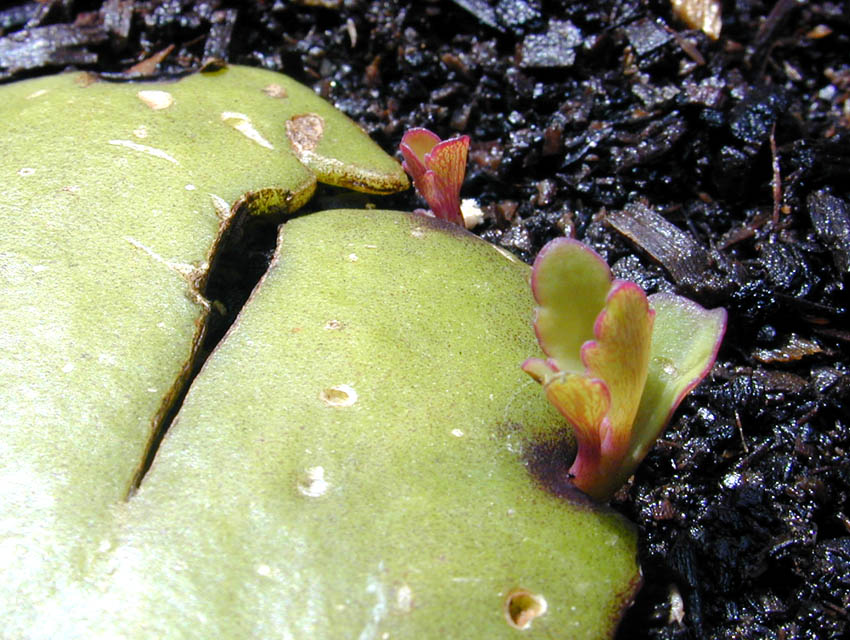
Bouturage d'un Kalanchoe pinnata (Lamarck) Persoon.

Le bouturage est un mode de multiplication consistant à donner naissance à un nouvel individu à partir d'un organe ou d'un fragment d'organe isolé (morceau de rameau, feuille, racine, tige, écaille de bulbe).
Avec le bouturage, il y a d'abord séparation de l'organe végétatif, puis enracinement ; à la différence du marcottage où, cette fois, il y a enracinement puis séparation de l'organe végétatif.
Le bouturage est une forme de clonage : la bouture est génétiquement identique à la plante mère, puisqu'il s'agit tout simplement d'un morceau de cette plante. La « prise » du bouturage se fait par dédifférenciation cellulaire au niveau du méristème.
En tant que mode de reproduction, le bouturage peut être naturel (fragmentation mécanique des thalles qui génère des propagules) ou artificiellement provoqué (par les jardiniers amateurs ou en pépinière). Dans ce dernier cas, on dit qu'on emploie la « technique » du bouturage pour produire de nouveaux plants, soit parce que c'est un mode opératoire simple et viable pour la plante qu'on cherche à reproduire, soit parce qu'on a spécifiquement pour objectif de réaliser un clonage (pour assurer la stabilité des caractères de la variété à reproduire).

## Types de bouture

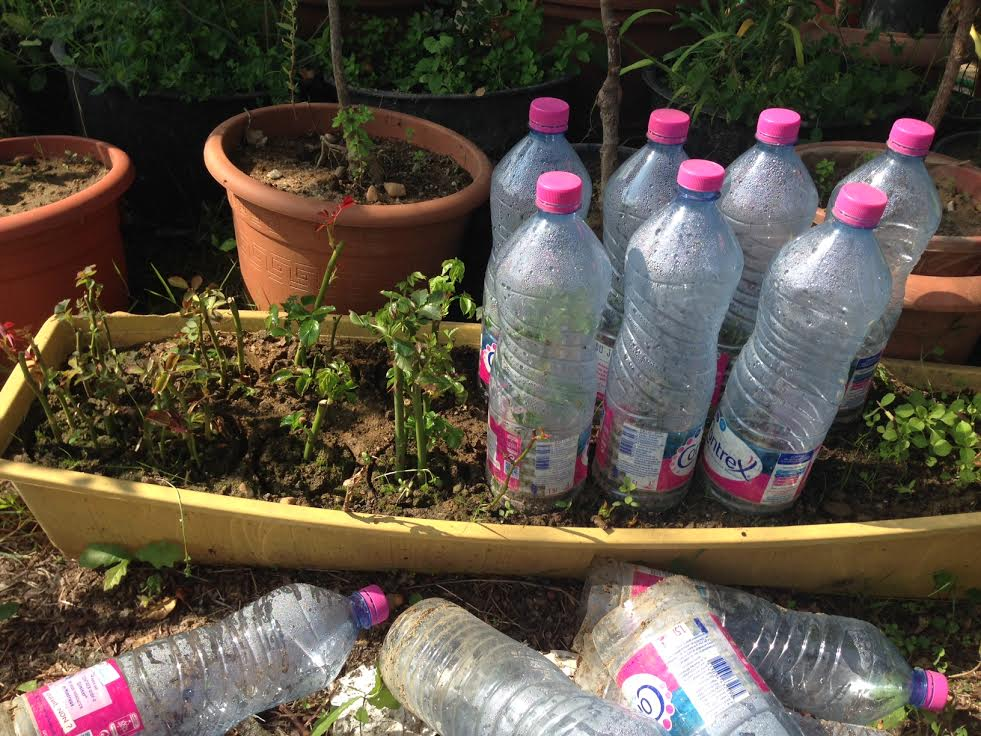
Le bouturage à l'étouffée permet de maintenir le niveau d'humidité et de chaleur souvent indispensables notamment pour le bouturage estival.

Il existe plusieurs types de bouture :
- la bouture herbacée : se pratique sur des plantes non ligneuses souvent en fin d'été ;
- la bouture sur bois tendre : se pratique sur les rameaux de l’année (encore verts) juste au moment où ils commencent à durcir. Les pousses conviennent au bouturage sur bois tendre quand elles peuvent être cassées facilement en les pliant entre le pouce et l’index, et quand elles ont toujours une gradation de taille de feuille (les feuilles les plus anciennes sont mûres tandis que les nouvelles feuilles sont encore petites). Pour la plupart des arbres, cette étape se produit en mai, juin, ou juillet. Veiller à ne pas laisser sécher les pousses avant de replanter. Elles s’enracinent généralement rapidement ;
- la bouture demi-aoûtée ou semi-aoûtée : se pratique sur pousse de l’année dont la base est dure (aoûtée) et la pointe tendre et encore en croissance (de mi-juillet à mi-septembre selon les espèces), notamment chez les arbustes à feuillage persistant ;
- la bouture aoûtée : se pratique sur rameaux aoûtés, donc à partir de la fin août et jusqu'à la fin de l’automne, voire au début du printemps. Le bois est dur à la base et ne se plie pas facilement mais l'extrémité des rameaux est encore tendre ;
- la bouture à bois sec : se pratique sur rameaux dormant en hiver, notamment chez les arbres et arbustes à feuillage caduc. Tout le bois est dur ;
- la bouture à l’étouffée : elle se pratique à n’importe quelle période mais en mettant la bouture sous cloche de verre (ou enfermée dans une grosse bouteille ou un sac plastique transparent à défaut) pour conserver un taux d’humidité proche de 100 %. Il est nécessaire d'aérer régulièrement (environ une fois par semaine) pour éviter les problèmes de pourrissement. La technique de l’étouffée améliore significativement la reprise des boutures en évitant qu’elles ne s’assèchent. Lorsqu'on la pratique en fin d'été, on a simultanément de la chaleur et une forte humidité donc un excellent taux de réussite ;
- la bouture de feuille : se pratique avec une feuille de coleus, bégonia, kalanchoé, etc., que l’on pose face sur le substrat et dont on sectionne les nervures principales ; on évite d'arroser excessivement pour empêcher la pourriture de la bouture.

Pour les boutures sur des espèces difficiles à bouturer, on conseille de pratiquer un garrot sous un œil avec un fil de fer quelques jours avant de prélever la bouture. Cela permet d'accumuler de l'auxine naturellement au niveau de la coupe de la bouture, ce qui favorise la reprise.
À ce propos, contrairement à une croyance populaire du fait de son faible taux de succès par les méthodes conventionnelles, les prunus (pêcher, nectarine, cerisier, pruniers...) peuvent être bouturés avec un peu de technique. Il conviendra de stranguler avec du fil métallique de faible section (sans blesser l'écorce), quelques centimètres sous un bourgeon foliaire, une nouvelle pousse de l'année dans un été semi-aoûté, durant une semaine, afin de bloquer la circulation de la sève descendante.
De par la photosynthèse, les feuilles produisent de l'auxine, une hormone rhizogène favorisant l’apparition de racine. La strangulation permet de bloquer cette dernière au maximum sous le bourgeon foliaire afin de favoriser leur développement.
Après une semaine et une forte accumulation de cette hormone, couper avec un sécateur la pousse choisie, en dessous de la strangulation, et, avec un couteau bien affûté et désinfecté, entre le bourgeon foliaire et le fil (au plus près).
Il ne restera plus qu'à bouturer avec de l'hormone de bouturage (salicyline) extraite de l'eau de saule, produite à partir de parties ligneuses des Salix (en particulier le saule des osiers et saule blanc, mais aussi saule pleureur, clonex, etc.) est laissée macérée dans de l'eau pour en extraire un film contenant une concentration de. La bouture est donc trempée sur 5 cm de profondeur, réduire de moitié les feuilles pour éviter la déshydratation, mettre sous cloche dans une ambiance lumineuse mais sans soleil direct, et brumiser de temps en temps pour maintenir l'humidité.
La formation de racines devrait prendre environ trois semaines, à la suite de quoi les plants pourront être transplantées dans des pots individuels durant une semaine, dans une atmosphère confinée et humide.
Cette technique permet de profiter desdits fruitiers sans porte-greffes, sans greffe, en obtenant un plant similaire au plant mère, susceptible de profiter de ses qualités propres et optimales (ce que ne permettent pas toujours les porte-greffes), sans l'hivernage, l'attente et les aléas induits par les semis lors du croisement possible de variétés.
Ici encore, il ne s'agit pas d'un clone du plant mère, chaque ramification d'un arbre étant un individu unique avec ses quelques variations génétiques, ce dernier finira donc par se différencier (bien que le brassage génétique par reproduction asexuée soit la méthode la plus efficace).
En dépit des croyances populaires, un plant n'est pas un individu unique, mais une colonie clonale dont chaque ramification varie génétiquement, en douceur, à sa guise.

## Adaptation au mode de reproduction
Tous les végétaux à reproduction sexuée bouturés sur de nombreuses générations perdent progressivement leurs facultés reproductrices sexuées (devenue accessoire) générant de moins en moins de dépenses dans cette direction (pollen, nectar, fruit) au profit d'une plus grande vigueur végétative (devenue essentielle et comprise comme vitale).
De nombreux exemples nous montrent des végétaux ayant totalement perdu les facultés sexuées, leur pérennité dépend aujourd'hui exclusivement de la main humaine.

## Hormone de bouturage
Pour accroître ses chances de réussite, on peut utiliser une hormone de bouturage, l'auxine, qui stimule la rhizogenèse (l'apparition de racines sur les tiges et autres organes).
D'autres substances telles que le miel ou le lait de coco sont également parfois utilisées pour faciliter le développement des racines (pour le lait de coco, jus issu du travail de la pulpe de coco, mélanger 5/6 d'eau et 1/6 de lait de coco, pour l'eau de coco, le liquide dans la noix, mélanger 2/3 d'eau et 1/3 d'eau de coco). La cannelle est parfois également conseillée pour faciliter le bouturage. Elle ne contient pas d'auxine mais ses propriétés bactéricides et fongicides évitent à la bouture de s'infecter avant d'avoir le temps de raciner. On recommande également de toujours mettre au moins 2 ou 3 boutures de la même plante dans un même pot, cela multiplie les chances de réussite d'autant et on peut toujours se débarrasser des boutures les moins réussies au moment du transplantage.

## Espèces faciles à bouturer
Certaines espèces se bouturent plus facilement que d'autres, en effet le bouturage s'applique tout particulièrement aux plantes vivaces sur du bois aouté et par exemple :
- le saule est, sans aucun doute, l'une des espèces de végétaux les plus faciles à bouturer. On peut sans problème bouturer une branche de plusieurs centimètres de diamètre (ces grosses boutures sont appelées « plançon » ou « plantard »)[3]. Prenant aisément racine, on appelle parfois le saule « la mauvaise herbe ». L'eau de saule est utilisée comme auxine naturelle ;
- l'olivier se reproduit facilement à partir de bout de souche ;
- les cactacées se bouturent aussi très facilement à partir d'une simple « feuille ». Le bouturage des petits cactus est à recommander aux débutants ;
- parmi les arbres fruitiers, les figuiers, les groseilliers et la vigne sont connus pour se bouturer facilement ;
- autres : rosier, hysope, ficus.

## Espèces diverses pouvant être bouturées
- l'arganier dont les tests de bouturage se sont avérés efficaces et sont conseillés pour la propagation de sujets ayant des caractères désirables pour la regarnies de zone déboisées ou dégradées [4].

## Comparaison entre bouture et greffage
Le bouturage et le greffage permettent tous deux de reproduire une plante à l'identique à la différence du semis qui lui perpétue l'espèce mais en croisant le patrimoine génétique des parents dans leur descendance (donc en donnant un phénotype distinct).
Le bouturage est plutôt utilisé par les amateurs car il est beaucoup plus simple à réaliser que le greffage et ne nécessite aucun matériel particulier. Son seul inconvénient est d'être souvent plus lent à produire des fruits ou des fleurs. De plus, certaines variétés ne se bouturent pas du tout ou très difficilement.
Les pépiniéristes privilégient plutôt le greffage. Celui-ci nécessite de bonnes compétences technique et un peu de matériel (greffoir, porte-greffe) mais il permet de produire en masse et rapidement des plants de qualité et adapté au besoin des clients. De plus, le greffage permet d'économiser le matériel végétal. Pour faire une bouture, on utilise un rameau de 20 cm, qui si cela réussit, permet d'obtenir un plant. En greffant, à partir de ce même rameau de 20 cm, on peut prélever 4 à 5 yeux environ, donc possibilité avec le même rameau de faire 4 à 5 plants au lieu d'un seul, ce qui est appréciable lorsque la variété qu'on souhaite multiplier n'est disponible qu'en petite quantité.

## Légalité du bouturage
En France, il est interdit de bouturer sans licence à titre commercial un cultivar disposant d'un certificat d'obtention végétale. Mais selon l'article L. 623-4-1 du code de la propriété intellectuelle, le droit du titulaire (d'un certificat d'obtention végétale) ne s'étend pas :
1. Aux actes accomplis à titre privé à des fins non professionnelles ou non commerciales ;
2. Aux actes accomplis à titre expérimental ;
3. Aux actes accomplis aux fins de la création d'une nouvelle variété…

Il est donc tout à fait légal de bouturer à titre privé sans intention de commercialiser ses boutures.